# Камень (гмина, Жешувский повет)
Камень (пол. Kamień) — сельская гмина (волость) в Польше, входит как административная единица в Жешувский повет, Подкарпатское воеводство. Население — 6844 человека (на 2004 год).

## Демография
| Перепись                       | Всего   | Всего | Женщины | Женщины | Мужчины | Мужчины |
| ------------------------------ | ------- | ----- | ------- | ------- | ------- | ------- |
| Единицы                        | человек | %     | человек | %       | человек | %       |
| Население                      | 6844    | 100   | 3397    | 49,6    | 3447    | 50,4    |
| Плотность населения (чел./км²) | 93,5    | 93,5  | 46,4    | 46,4    | 47,1    | 47,1    |

## Сельские округа
1. Камень
2. Кшива-Весь
3. Ловиско

## Соседние гмины
1. Гмина Ежове
2. Гмина Нова-Сажина
3. Гмина Ранижув
4. Гмина Соколув-Малопольски